# Sainte-Anne (Loir-et-Cher)
Sainte-Anne – miejscowość i gmina we Francji, w Regionie Centralnym, w departamencie Loir-et-Cher.
Według danych na rok 1990 gminę zamieszkiwały 254 osoby, a gęstość zaludnienia wynosiła 50 osób/km² (wśród 1842 gmin Regionu Centralnego Sainte-Anne plasuje się na 887. miejscu pod względem liczby ludności, natomiast pod względem powierzchni na miejscu 1363.).